# David Calderhead
David Calderhead (Hurlford, 19 giugno 1864 – Londra, 9 gennaio 1938) è stato un calciatore e allenatore di calcio scozzese, che ha giocato come difensore.

## Biografia
Suo figlio, a sua volta chiamato David, ha giocato 34 partite di campionato con il Chelsea tra il 1911 ed il 1914, mentre il padre era allenatore della squadra londinese.

## Carriera

### Giocatore
Calderhead venne lanciato nel mondo del professionismo dal Queen of the South Wanderers, giocando esclusivamente centrale difensivo. Dopo una vittoria per 7-0 nella sua unica partita in nazionale (contro l'Irlanda), attirò l'attenzione del Notts County, che lo acquistò nel 1889. Con la nuova maglia, Calderhead arrivò a giocare in tutto due finali FA Cup: egli perse per 3-1 contro il Blackburn Rovers quella del 1891, ma riuscì a riscattarsi vincendo l'edizione del 1894 contro il Bolton Wanderers. Terminò poi la sua carriera da giocatore con la maglia del Lincoln City.

### Allenatore
Nel 1900 accettò l'incarico prima di giocatore-allenatore e poi solo di allenatore del Lincoln City. Nel 1907 firmò un contratto con il Chelsea, portando con sé anche uno dei propri calciatori, Norrie Fairgray.
Per ben 26 anni Calderhead rimase al Chelsea, disputando 966 partite e divenendo il manager più longevo di sempre sulla panchina del club londinese. Sotto la sua egida, la squadra fu retrocessa e promossa due volte, e raggiunse una finale e due semifinali di FA Cup.
Durante la sua carriera da allenatore dei Blues, più volte si è dimostrato timido e poco disposto ad intrattenersi coi media inglesi, guadagnandosi il soprannome di Sfinge di Stamford Bridge. Nel 1933 si ritirò dalla panchina della formazione londinese per problemi di cuore, venendo quindi sostituito da Leslie Knighton. Morì, sempre per problemi cardiaci, nel 1938, all'età di 73 anni.

## Statistiche

### Statistiche d'allenatore
| Stagione            | Squadra             | Campionato          | Campionato | Campionato | Campionato | Campionato | Coppe nazionali | Coppe nazionali | Coppe nazionali | Coppe nazionali | Coppe nazionali | Coppe continentali | Coppe continentali | Coppe continentali | Coppe continentali | Coppe continentali | Altre coppe | Altre coppe | Altre coppe | Altre coppe | Altre coppe | Totale | Totale | Totale | Totale | Vittorie % | Piazzamento  |
| Stagione            | Squadra             | Comp                | G          | V          | N          | P          | Comp            | G               | V               | N               | P               | Comp               | G                  | V                  | N                  | P                  | Comp        | G           | V           | N           | P           | G      | V      | N      | P      | %          | Piazzamento  |
| ------------------- | ------------------- | ------------------- | ---------- | ---------- | ---------- | ---------- | --------------- | --------------- | --------------- | --------------- | --------------- | ------------------ | ------------------ | ------------------ | ------------------ | ------------------ | ----------- | ----------- | ----------- | ----------- | ----------- | ------ | ------ | ------ | ------ | ---------- | ------------ |
| 1900-1901           | Lincoln City        | SD                  | 34         | 13         | 7          | 14         | FACup           | 4               | 1               | 2               | 1               | -                  | -                  | -                  | -                  | -                  | -           | -           | -           | -           | -           | 38     | 14     | 9      | 15     | 36,84      | 8º           |
| 1901-1902           | Lincoln City        | SD                  | 34         | 14         | 13         | 7          | FACup           | 8               | 5               | 2               | 1               | -                  | -                  | -                  | -                  | -                  | -           | -           | -           | -           | -           | 42     | 19     | 15     | 8      | 45,24      | 5º           |
| 1902-1903           | Lincoln City        | SD                  | 34         | 12         | 6          | 16         | FACup           | 2               | 1               | 0               | 1               | -                  | -                  | -                  | -                  | -                  | -           | -           | -           | -           | -           | 36     | 13     | 6      | 17     | 36,11      | 10º          |
| 1903-1904           | Lincoln City        | SD                  | 34         | 11         | 8          | 15         | FACup           | -               | -               | -               | -               | -                  | -                  | -                  | -                  | -                  | -           | -           | -           | -           | -           | 34     | 11     | 8      | 15     | 32,35      | 12º          |
| 1904-1905           | Lincoln City        | SD                  | 34         | 12         | 7          | 15         | FACup           | 1               | 0               | 0               | 1               | -                  | -                  | -                  | -                  | -                  | -           | -           | -           | -           | -           | 35     | 12     | 7      | 16     | 34,29      | 9º           |
| 1905-1906           | Lincoln City        | SD                  | 38         | 12         | 6          | 20         | FACup           | 2               | 1               | 0               | 1               | -                  | -                  | -                  | -                  | -                  | -           | -           | -           | -           | -           | 40     | 13     | 6      | 21     | 32,50      | 13º          |
| 1906-1907           | Lincoln City        | SD                  | 38         | 12         | 4          | 22         | FACup           | 3               | 1               | 1               | 1               | -                  | -                  | -                  | -                  | -                  | -           | -           | -           | -           | -           | 41     | 13     | 5      | 23     | 31,71      | 19º          |
| Totale Lincoln City | Totale Lincoln City | Totale Lincoln City | 246        | 86         | 51         | 109        |                 | 20              | 9               | 5               | 6               |                    | -                  | -                  | -                  | -                  |             | -           | -           | -           | -           | 266    | 95     | 56     | 115    | 35,71      |              |
| 1907-1908           | Chelsea             | FD                  | 38         | 14         | 8          | 16         | FACup           | 2               | 1               | 0               | 1               | -                  | -                  | -                  | -                  | -                  | -           | -           | -           | -           | -           | 40     | 15     | 8      | 17     | 37,50      | 13º          |
| 1908-1909           | Chelsea             | FD                  | 38         | 14         | 9          | 15         | FACup           | 3               | 1               | 1               | 1               | -                  | -                  | -                  | -                  | -                  | -           | -           | -           | -           | -           | 41     | 15     | 10     | 16     | 36,59      | 11º          |
| 1909-1910           | Chelsea             | FD                  | 38         | 11         | 7          | 20         | FACup           | 2               | 1               | 0               | 1               | -                  | -                  | -                  | -                  | -                  | -           | -           | -           | -           | -           | 40     | 12     | 7      | 21     | 30,00      | 19º, (Retr.) |
| 1910-1911           | Chelsea             | SD                  | 38         | 20         | 9          | 9          | FACup           | 6               | 4               | 1               | 1               | -                  | -                  | -                  | -                  | -                  | -           | -           | -           | -           | -           | 44     | 24     | 10     | 10     | 54,55      | 3º           |
| 1911-1912           | Chelsea             | SD                  | 38         | 24         | 6          | 8          | FACup           | 2               | 1               | 0               | 1               | -                  | -                  | -                  | -                  | -                  | -           | -           | -           | -           | -           | 40     | 25     | 6      | 9      | 62,50      | 2º, (Prom.)  |
| 1912-1913           | Chelsea             | FD                  | 38         | 11         | 6          | 21         | FACup           | 3               | 1               | 1               | 1               | -                  | -                  | -                  | -                  | -                  | -           | -           | -           | -           | -           | 41     | 12     | 7      | 22     | 29,27      | 18º          |
| 1913-1914           | Chelsea             | FD                  | 38         | 16         | 7          | 15         | FACup           | 2               | 0               | 1               | 1               | -                  | -                  | -                  | -                  | -                  | -           | -           | -           | -           | -           | 40     | 12     | 7      | 21     | 30,00      | 8º           |
| 1914-1915           | Chelsea             | FD                  | 38         | 8          | 13         | 17         | FACup           | 8               | 5               | 2               | 1               | -                  | -                  | -                  | -                  | -                  | -           | -           | -           | -           | -           | 46     | 16     | 15     | 18     | 34,78      | 19º, (Retr.) |
| 1919-1920           | Chelsea             | FD                  | 42         | 22         | 5          | 15         | FACup           | 5               | 4               | 0               | 1               | -                  | -                  | -                  | -                  | -                  | -           | -           | -           | -           | -           | 47     | 26     | 5      | 16     | 55,32      | 3º           |
| 1920-1921           | Chelsea             | FD                  | 42         | 13         | 13         | 16         | FACup           | 8               | 3               | 4               | 1               | -                  | -                  | -                  | -                  | -                  | -           | -           | -           | -           | -           | 50     | 16     | 17     | 17     | 32,00      | 18º          |
| 1921-1922           | Chelsea             | FD                  | 42         | 17         | 12         | 13         | FACup           | 1               | 0               | 0               | 1               | -                  | -                  | -                  | -                  | -                  | -           | -           | -           | -           | -           | 44     | 25     | 6      | 9      | 56,82      | 9º           |
| 1922-1923           | Chelsea             | FD                  | 42         | 9          | 18         | 15         | FACup           | 3               | 1               | 1               | 1               | -                  | -                  | -                  | -                  | -                  | -           | -           | -           | -           | -           | 45     | 10     | 19     | 16     | 22,22      | 19º          |
| 1923-1924           | Chelsea             | FD                  | 42         | 9          | 14         | 21         | FACup           | 2               | 0               | 1               | 1               | -                  | -                  | -                  | -                  | -                  | -           | -           | -           | -           | -           | 44     | 9      | 15     | 22     | 20,45      | 21º, (Retr.) |
| 1924-1925           | Chelsea             | SD                  | 42         | 16         | 15         | 11         | FACup           | 1               | 0               | 0               | 1               | -                  | -                  | -                  | -                  | -                  | -           | -           | -           | -           | -           | 43     | 16     | 15     | 12     | 37,21      | 5º           |
| 1925-1926           | Chelsea             | SD                  | 42         | 19         | 14         | 9          | FACup           | 2               | 1               | 0               | 1               | -                  | -                  | -                  | -                  | -                  | -           | -           | -           | -           | -           | 44     | 20     | 14     | 10     | 45,45      | 3º           |
| 1926-1927           | Chelsea             | SD                  | 42         | 20         | 12         | 10         | FACup           | 5               | 3               | 1               | 1               | -                  | -                  | -                  | -                  | -                  | -           | -           | -           | -           | -           | 47     | 23     | 13     | 11     | 48,94      | 4º           |
| 1927-1928           | Chelsea             | SD                  | 42         | 23         | 8          | 11         | FACup           | 1               | 0               | 0               | 1               | -                  | -                  | -                  | -                  | -                  | -           | -           | -           | -           | -           | 43     | 23     | 8      | 12     | 53,49      | 3º           |
| 1928-1929           | Chelsea             | SD                  | 42         | 17         | 10         | 15         | FACup           | 4               | 2               | 1               | 1               | -                  | -                  | -                  | -                  | -                  | -           | -           | -           | -           | -           | 40     | 25     | 6      | 9      | 62,50      | 9º           |
| 1929-1930           | Chelsea             | SD                  | 42         | 22         | 11         | 9          | FACup           | 1               | 0               | 0               | 1               | -                  | -                  | -                  | -                  | -                  | -           | -           | -           | -           | -           | 43     | 22     | 11     | 10     | 51,16      | 2º, (Prom.)  |
| 1930-1931           | Chelsea             | FD                  | 42         | 15         | 10         | 17         | FACup           | 5               | 3               | 1               | 1               | -                  | -                  | -                  | -                  | -                  | -           | -           | -           | -           | -           | 47     | 18     | 11     | 18     | 38,30      | 12º          |
| 1931-1932           | Chelsea             | FD                  | 42         | 16         | 8          | 18         | FACup           | 7               | 4               | 2               | 1               | -                  | -                  | -                  | -                  | -                  | -           | -           | -           | -           | -           | 49     | 20     | 10     | 19     | 40,82      | 12º          |
| 1932-1933           | Chelsea             | FD                  | 42         | 14         | 7          | 21         | FACup           | 1               | 0               | 0               | 1               | -                  | -                  | -                  | -                  | -                  | -           | -           | -           | -           | -           | 43     | 14     | 7      | 22     | 32,56      | 18º          |
| Totale Chelsea      | Totale Chelsea      | Totale Chelsea      | 892        | 350        | 222        | 320        |                 | 74              | 35              | 17              | 22              |                    | -                  | -                  | -                  | -                  |             | -           | -           | -           | -           | 966    | 385    | 239    | 342    | 39,86      |              |
| Totale carriera     | Totale carriera     | Totale carriera     | 1138       | 436        | 273        | 429        |                 | 94              | 44              | 22              | 28              |                    | -                  | -                  | -                  | -                  |             | -           | -           | -           | -           | 1 232  | 480    | 205    | 457    | 38,96      |              |

## Palmarès

### Club

#### Competizioni nazionali
- Coppa d'Inghilterra: 1

Notts County: 1893–1894

## Curiosità
- Suo figlio, David Calderhead jr., giocò nel Chelsea mentre lui era il manager, e più tardi allenò pure lui il Lincoln City.